# Meyrin FC
Meyrin FC – szwajcarski klub piłkarski z siedzibą w Meyrin.

## Historia
Klub został założony w 1914 roku. Nigdy nie występował w najwyższej klasie rozgrywkowej, spędził natomiast cztery sezony w drugiej lidze.

## Historia występów w drugiej lidze
| Sezon   | Liga                   | Miejsce | Uwagi  |
| ------- | ---------------------- | ------- | ------ |
| 1996/97 | Nationalliga B         | 12.     | spadek |
| 2003/04 | Swiss Challenge League | 13.     |        |
| 2004/05 | Swiss Challenge League | 14.     |        |
| 2005/06 | Swiss Challenge League | 18.     | spadek |

## Reprezentanci kraju grający w klubie
stan na październik 2023
|  | - Hiraç Yagan - Thierno Bah - David Eto’o - Matt Moussilou - Samir Boughanem - Omaré Gassama - Issaka Abdou - Gilberto Reis |  | - Jean-Michel Aeby - André Bosson - André Grobéty - Massimo Lombardo - Badile Lubamba - François Moubandje - Ibrahim Tall |